# Andreas Thierfelder

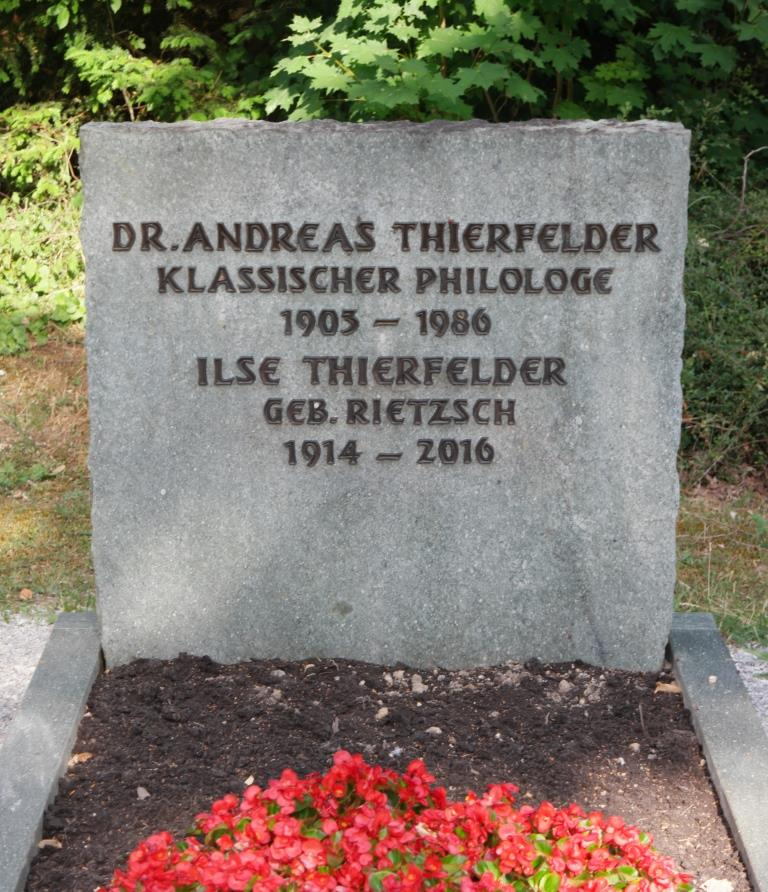
Grab von Andreas Thierfelder auf dem Hauptfriedhof Mainz

Andreas Martin Wolfgang Thierfelder (* 15. Juni 1903 in Zwickau; † 3. April 1986 in Mainz) war ein deutscher Klassischer Philologe, der als ordentlicher Professor in Gießen (1941–1943) und Mainz (1950–1971) wirkte.

## Leben
Andreas Thierfelder bestand 1921 das Abitur am Landesgymnasium St. Afra in Meißen und bezog 1922 die Universität Leipzig, wo er (unter anderem bei Erich Bethe und Richard Heinze) Klassische Philologie und Alte Geschichte studierte. Er wurde dabei Mitglied der Leipziger Universitätssängerschaft zu St. Pauli. Einige Semester verbrachte er in Kiel, wo ihn Eduard Fraenkel beeinflusste. 1930 wurde Thierfelder mit der Dissertation De rationibus interpolationum Plautinarum promoviert (gedruckt 1929). Die Schrift widmete er seinem Doktorvater Richard Heinze, der die Drucklegung nicht mehr erlebte.
Nach wenigen Monaten Assistententätigkeit in Gießen ging Thierfelder im Herbst 1930 in derselben Stellung nach Leipzig zurück. Seine Habilitation erreichte er 1934 mit der Schrift Beiträge zur Kritik und Erklärung des Apollonius Dyscolus, die von Alfred Körte betreut wurde. In seinen vier Jahren als Privatdozent nahm Thierfelder zwei Lehrstuhlvertretungen wahr: im Sommersemester 1936 in Halle und im Wintersemester 1937/1938 in Rostock, wo er anschließend zum außerordentlichen Professor ernannt wurde. Im Jahr 1937 trat er der NSDAP bei (Mitgliedsnummer 5.796.261). 1941 folgte er einem Ruf an die Universität Gießen (als ordentlicher Professor), wo er bis zu seinem Einsatz im Zweiten Weltkrieg (1943–1945) wirkte.
Nach zwei Jahren britischer Kriegsgefangenschaft in Ägypten, während der Thierfelder eine von Otto Skutsch mit Büchern unterstützte Lageruniversität gegründet hatte, kehrte er 1947 nach Deutschland zurück. Sein Gießener Lehrstuhl war mit der Auflösung der dortigen Fakultät verloren. So schlug sich Thierfelder mit Lehraufträgen und Vertretungen an der Universität Hamburg durch, wo er auch am Thesaurus Linguae Graecae mitarbeitete, ehe er 1950 als Nachfolger von Wilhelm Süß an die Universität Mainz berufen wurde. Er war der zweite Inhaber dieses Lehrstuhls an der 1946 neugegründeten Universität. Einen Ruf der Universität Tübingen (1961) lehnte Thierfelder ab. Er wurde 1971 emeritiert. 1971 besorgte er die lateinische Übersetzung des Wormser Memorandums. Zu seinen Schülern in Mainz zählten u. a. Karl Heinz Chelius, Dietram Müller, Udo Reinhardt, Klaus Sallmann und Andreas Spira.

## Leistungen
Thierfelder ist besonders als intimer Kenner der antiken Komödie bekannt, der griechischen wie der römischen. Sein Mainzer Nachfolger Jürgen Blänsdorf rühmt ihn in einem Nachruf mit den Worten: „Mit umfassender Kenntnis von Sprache, Stil, Metrik und Überlieferungsgeschichte gelang es ihm, schon mit seiner Dissertation eine neue Epoche der Plautuskritik zu eröffnen“. An der damaligen Forschungsdebatte um „attische“ und „plautinische“ Elemente in den Plautus-Stücken beteiligte er sich neben Friedrich Marx, Eduard Fraenkel, Günther Jachmann und Hans Drexler. Von großer Bedeutung sind nach wie vor Thierfelders Versübersetzungen der Stücke Captivi, Curculio, Epidicus, Miles Gloriosus und Poenulus (von Plautus) sowie Eunuchus und Heautontimorumenus (von Terenz), die beim Reclam-Verlag erschienen; darüber hinaus gab er den Plautus-Kommentar von Johan Louis Ussing 1972 neu heraus und lieferte mehrfach wiederaufgelegte Studienausgaben des Rudens (1949) und der Andria (1951).
Die griechische Komödienforschung bereicherte Thierfelder um eine Neuausgabe der Fragmente des Menander nach der Neuausgabe seines Lehrers Alfred Körte (1953), deren zweiter Band bis zu seinem Tod trotz zahlreicher Neufunde relevant blieb. Die umfassende Beschäftigung mit der antiken Komik mündete in seinen erst 1979 veröffentlichten Aufsatz Die antike Komödie und das Komische, in dem er „eine trotz aller Verschiedenheit des Mediums und der dichterischen Aussage tiefwurzelnde Verwandtschaft der Komödie mit der Tragödie“ nachwies.
Außerdem trat Thierfelder mit zahlreichen textkritischen und exegetischen Beiträgen zu den verschiedensten griechischen und lateinischen Autoren hervor und beschäftigte sich seit seiner Habilitation mit der Grammatik. In mühevoller Arbeit brachte er Neuausgaben von Hermann Menges Repetitorium der lateinischen Stilistik und Syntax (1953) und Repetitorium der griechischen Syntax (1954) sowie der Lateinischen Grammatik von Kühner und Stegmann (1955) heraus, die seit 1914 unbearbeitet geblieben war. 1962 und 1976 lieferte Thierfelder die vierte und fünfte Auflage, nach deren Vorlage der reprografische Nachdruck der 2. Auflage (erschienen 1997) berichtigt wurde.